# Planchonella torricellensis
Planchonella torricellensis là một loài thực vật có hoa trong họ Hồng xiêm. Loài này được (K.Schum.) H.J.Lam miêu tả khoa học đầu tiên năm 1932.